# چمرود
چمرود
چم رود یا چمرود ( به معنای رود پرپیچ و خم ) روستایی از توابع شهرستان سلطانیه ، استان زنجان ، کشور ایران است.به عبارت دیگر این روستا یکی از روستاهای طارم محسوب گشته و در دامنه جنوبی قافلانکوه (جزء رشته کوههای البرز) واقع شده‌است. عموماً چمرود دارای آب و هوای معتدل و سردسیر می‌باشد، بدین منظور که دارای زمستانهای بسیار سرد و تابستانهای معتدل و تا حدودی گرم است .
چمرود دارای باغهای متعدد میوه است که از محصولات آن می‌توان زردآلو ، گوجه سبز ، هلو ، گیلاس و ... را نام برد . همچنین این روستا دارای تنوع زیاد گیاهان بومی است و از لحاظ ذخیره ژنتیک گیاهی ، بسیار غنی می‌باشد  همچنین بسیاری از گیاهان دارویی در علقزارها و مراتع اطراف روستا یافت می‌شود .
گویش اهالی چم رود به زبان آذری است ، شغل اهالی ، بیشتر دامداری ، زراعت و باغداری ، گلیم بافی و جاجیم بافی است. بیشتر اهالی چمرود به شهرهای اطراف ( زنجان ) یا به شهرهای بزرگ ( کرج ) مهاجرت کرده‌اند و گروه اندکی در حال حاضر در چمرود زندگی می‌کنند ، اما در چند سال اخیر مهاجرت معکوس ( از شهر به روستا ) در این روستا اتفاق افتاده است که می‌توان یکی از علل آن را بهبود وضعیت جاده روستا دانست .

## منابع

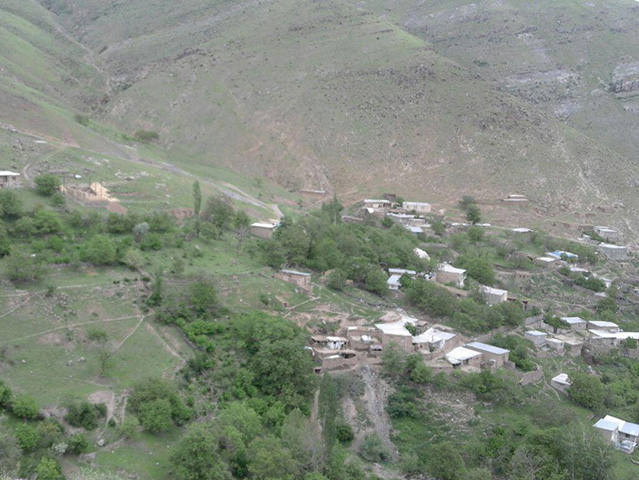
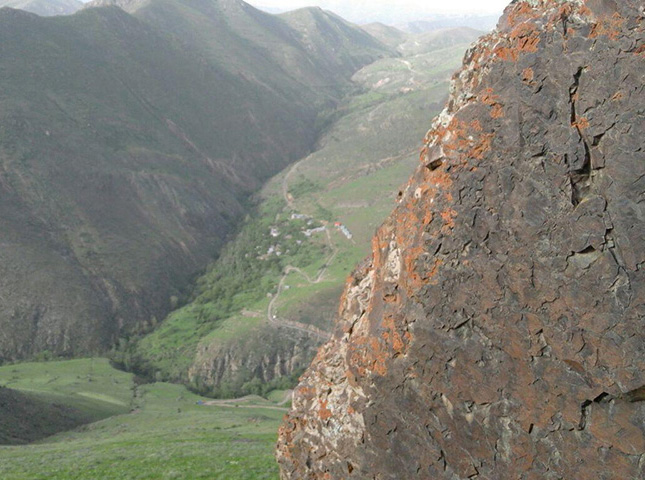
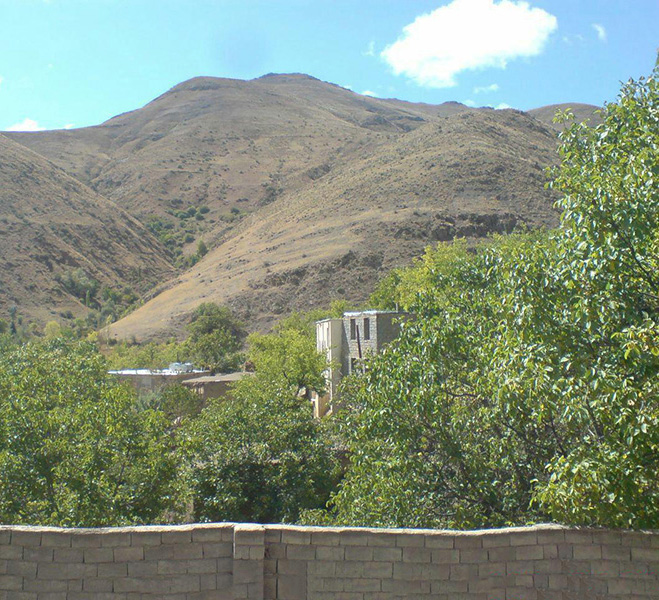
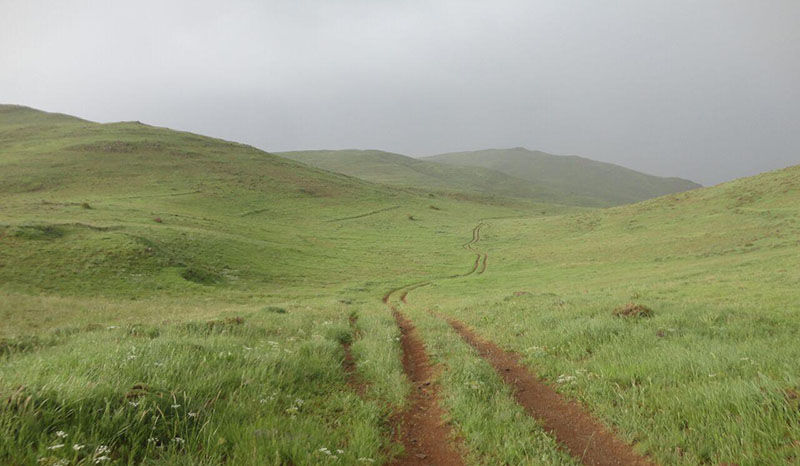
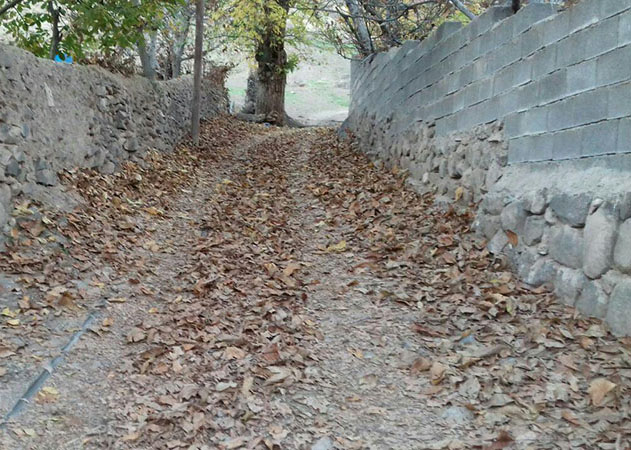